# ديفيد فلمنج
ديفيد فلمنج (بالإنجليزية: David Fleming)‏ هو قسيس بريطاني، ولد في 8 يونيو 1937.